# أندرو بويي (سياسي)
أندرو بويي هو سياسي بريطاني، ولد في 28 مايو 1987 في أبردينشاير في المملكة المتحدة. نشط حزبياً في الاسكتلنديون المحافظون ‏. في الانتخابات العامة في المملكة المتحدة 2019، انتخب عضو البرلمان الثامن والخمسين للمملكة المتحدة ‏ عن دائرة أبيردينشير الغربية وكينكاردين وقد انضم خلال فترته النيابية ‏ (12 ديسمبر 2019 – ) للكتلة البرلمانية حزب المحافظين وفي الانتخابات العامة في المملكة المتحدة 2017، انتخب عضو البرلمان السابع والخمسين للمملكة المتحدة ‏ عن دائرة أبيردينشير الغربية وكينكاردين وقد انضم خلال فترته النيابية ‏ (8 يونيو 2017 – 6 نوفمبر 2019) للكتلة البرلمانية حزب المحافظين.